# Kikuko Tokugawa
Kikuko Tokugawa (Tokio, 26 de diciembre de 1911-Tokio, 27 de diciembre de 2004) fue una princesa japonesa. Fue miembro del clan Tokugawa y luego de la familia imperial japonesa desde su matrimonio con Nobuhito, tercer hijo del emperador Yoshihito.